# Slovenska vojna partizanska bolnica Franja
Slovenska vojna partizanska bolnica Franja (SVPB-F; 536 m) je bila bolnišnica, ki je med 2. svetovno vojno od decembra 1943 do maja 1945 delovala v Dolenjih Novakih pri Cerknem v težko dostopni soteski Pasice. Zgrajena je bila za zdravljenje ranjencev in težjih bolnikov na območju 9. korpusa slovenske partizanske vojske. Imenuje se po Franji Bojc Bidovec, zdravnici in upravnici te bolnišnice. Poleg glavnega oddelka v soteski Pasice, ki je bil namenjen težjim ranjencem, je bilo v ožji in širši okolici še več  manjših oddelkov za lažje ranjence.  V času delovanja se je v vseh oddelkih zdravilo okoli 900 borcev različnih narodnosti. Leta 1999 je bila razglašena za spomenik državnega pomena, od leta 2001 je na poskusni listi Unescove svetovne dediščine, leta 2015 pa je dobila tudi znak evropske dediščine.
Hud naliv 18. septembra 2007 je z udarom vode popolnoma uničil 13 izmed 14 barak bolnišnice Franje, oskrbnik, ki je bil v času neurja v bolnici, pa se je komaj rešil. Skoraj nepoškodovana je ostala samo baraka št. 9 (soba za ranjene častnike, soba za političnega komisarja, skladišče in mizarska delavnica). Odneslo je tudi večino originalnega inventarja. Po uničujočem neurju so začeli z obnovitvenimi ter restavratorskimi deli, ki sta jih financirala Občina Cerkno in Ministrstvo za kulturo RS, denar pa je prišel tudi iz zamejstva ter v obliki prostovoljnih prispevkov. Na mestih starih barak in odnesenih bolnišničnih predmetov so postavili replike, ostanek originalnih predmetov pa je v muzeju v Cerknem. V okviru prenove so nad objektom zgradili zadrževalnike vode, ki bi zadržali večje naplavnine in s tem regulirali strugo potoka Čerenščica. Bolnica Franja je ponovno odprta za turistične obiske od maja 2010. Slovenija si trenutno prizadeva za uvrstitev spomenika na Unescov seznam svetovne dediščine.
13. julija 2023 je bila bolnišnica ponovno poškodovana v neurju, ki je sicer zajelo vso Slovenijo. Tri barake so bile popolnoma uničene, še tri poškodovane, objekt pa je odrezalo od ostalega sveta.
V spomin na bolnišnico se vsakoletno odvija kolesarski maraton Franja, ki se začne in konča v Ljubljani. 

## Zgodovina
Bolnišnico je ustanovil dr. Viktor Volčjak, prostor zanjo pa mu je pokazal domačin Janez Peternelj. Prvih 7 ranjencev je sprejela 7. decembra 1943. V januarju 1944 je mesto zdravnice in upravnice prevzela dr. Franja Bojc, po kateri so bolnišnico poimenovali že med vojno. Aprila 1944 je nemška patrulja prvič  prišla  v neposredno bližino soteske, vendar je niso odkrili. Ker je prišlo do streljanja, in so se bali, da so bili izdani, je osebje evakuiralo vse ranjence. Junija so se vrnili nazaj v sotesko, še prej pa zgradili nekaj novih barak. Tik pred koncem vojne, 24. marca 1945, so nemški vojaki prišli še drugič v neposredno bližino soteske. Borci so jih pričakali v obrambnih bunkerjih, medtem, ko so bili ranjenci skriti v treh zakloniščih. Uspešno so jih odbili, vojaki pa so ob odhodu požgali domačijo v Podnjivču, kjer je bila ves čas vojne glavna javka bolnišnice. 5. maja 1945 so ranjenci in osebje zapustili bolnišnico in sotesko - od tega časa dalje je služila kot zgodovinski spomenik in turistična atrakcija. Uradno je bila za obiskovalce odprta 19. maja 1946, prvi obiskovalci pa so si jo ogledali že leta 1945. Bolnišnica Franja je bila ena od okoli 120 partizanskih bolnišnic, ki so med drugo svetovno vojno delovale v Sloveniji. Danes so le redke ohranjene.  
Zasluge za nemoteno delovanje bolnišnice gredo tudi vaščanom, ki so pomagali pri oskrbi s hrano, zdravili in sanitetnim materialom ter pomagali ohranjati tajnost lokacije. Temu so med vojno posvečali veliko pozornosti, zato so ranjencem pred prenosom v bolnišnico zavezali oči, da bi kasneje ob morebitnem mučenju okupatorjev ne mogli izdati podatkov o lokaciji. Pot do bolnišnice pa je vodila po potoku Čerinščica, ki teče skozi sotesko Pasice, saj je bilo tako lažje zakrivati sledi. 
Bolnišnico so gradili postopoma in jo je ob koncu vojne sestavljalo 14 barak različnih velikosti in namembnosti. Poleg barak za ranjence so bile med drugim v bolnišnici tudi operacijsko soba, izolirnica, baraka za rentgen, soba za zdravnike, baraka za osebje, invalidski dom, skladišče za hrano, kuhinja, pralnica in kopalnica, mizarska delavnica in celo električna centrala.
Od skupno 578 ranjencev, ki so se zdravili v soteski jih je 78 umrlo. Prve so pokopali na vaškem pokopališču, zaradi varnosti pa so se kmalu odločili za pokopavanje tik pred vhodom v sotesko, na levem bregu Čerinščice. Umrlim so v grob položili steklenico, kamor so zapečatili listek z osebnimi podatki (ime, priimek, enota,  datum rojstva in smrti ter vzrok smrti). Po vojni so jih prekopali v skupni grob na pokopališču v Cerknem.
Zdravniške posege so opravljali usposobljeni kirurgi, za ranjence pa so skrbeli bolničarji in bolničarke, ki so bili razen ene izjeme, le priučeni. Poleg zdravstvene oskrbe je osebje precej pozornosti posvečalo tudi razvedrilu ranjencev. Organizirali so različne prireditve z glasbenimi in igralskimi nastopi. V bolnišnici so izdajali tudi svoje glasilo Bolniški list. 
Čeprav je bila bolnišnica Franja slovenska vojna bolnica, so se v njej zdravili tudi Hrvati, Srbi, Italijani, Francozi, Rusi in pripadniki drugih narodnosti nekdanje Sovjetske zveze, dva Poljaka, dva Američana in dva Avstrijca, kar izpričuje spoštovanje Ženevske deklaracije. 52 let po vojni, tj. leta 1997, je Ameriško združenje letalcev-vojnih veteranov podelilo Partizanski bolnici Franja priznanje za pomoč in zdravljenje njihovega člana Harolda Adamsa.

## Objekti
Objekti na področju bolnišnice so bili po vojni označeni s številkami:
1. Baraka za ranjence in bunker
2. Izolirnica
3. Operacijska baraka
4. Soba za zdravnike in soba za ranjence
5. Baraka za rentgen
6. Shramba za nosila
7. Kuhinja
8. Baraka za ranjence in jedilnica
9. Skladišče, delavnica, soba za ranjene častnike, soba za komisarja
10. Baraka za osebje
11. Kopalnica in pralnica
12. Invalidski dom
13. Rezervoar za vodo
14. Električna centrala
15. Prostor za zakopavanje udov
16. Zaklonišče za ranjence

## Galerija
- Izolirnica (desno) in operacijska baraka (levo)
- Soba za ranjence
- Potok Čerinščica, desno objekt za zdravnike
- Operacijska miza
- Rentgen
- Soba za osebje
- Invalidski dom
- Pot do bolnišnice